# Apafi-kastély (Erzsébetváros)
Az erzsébetvárosi Apafi-kastély műemlék épület Romániában, Szeben megyében. A romániai műemlékek jegyzékében az SB-II-m-B-12384 sorszámon szerepel.

## Története
A kastélyt 1552-ben építtette Apafi Gergely dobokai főispán, Martinuzzi György főudvarmestere. 1604-ben a medgyesi német őrség próbálta meg elfoglalni, de nem járt sikerrel.
II. Apafi Mihály idején a városban letelepedett örmények 1726-ban megvásárolták a kastélyt. Utóbb az épületben törvényszék, járásbíróság, fogház, városháza kapott helyet.
2010 óta a kastély az erdélyi örmények múzeumi gyűjteményének kiállítóhelye.